# حمیدالرحمان (هنرمند)

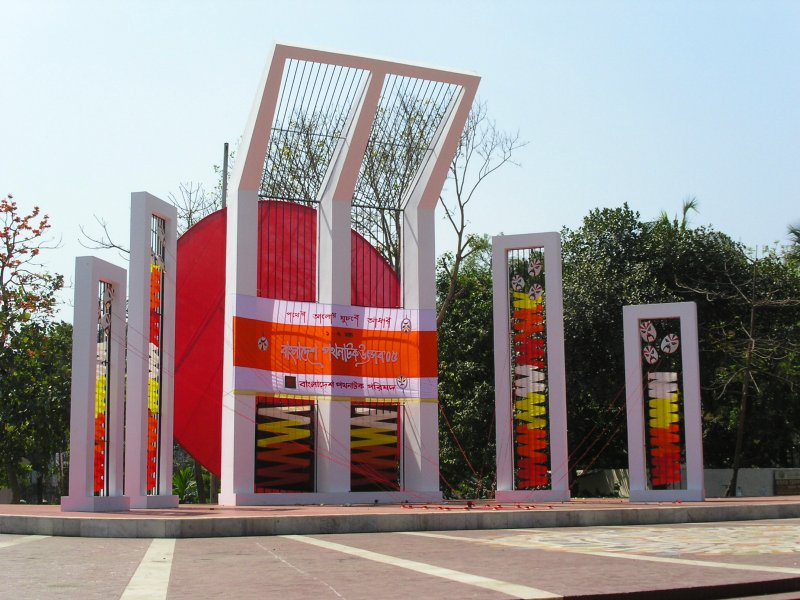
Hamidur Rahman's best known work, Shaheed Minar, or the Martyr's monument, located near Dhaka Medical College.

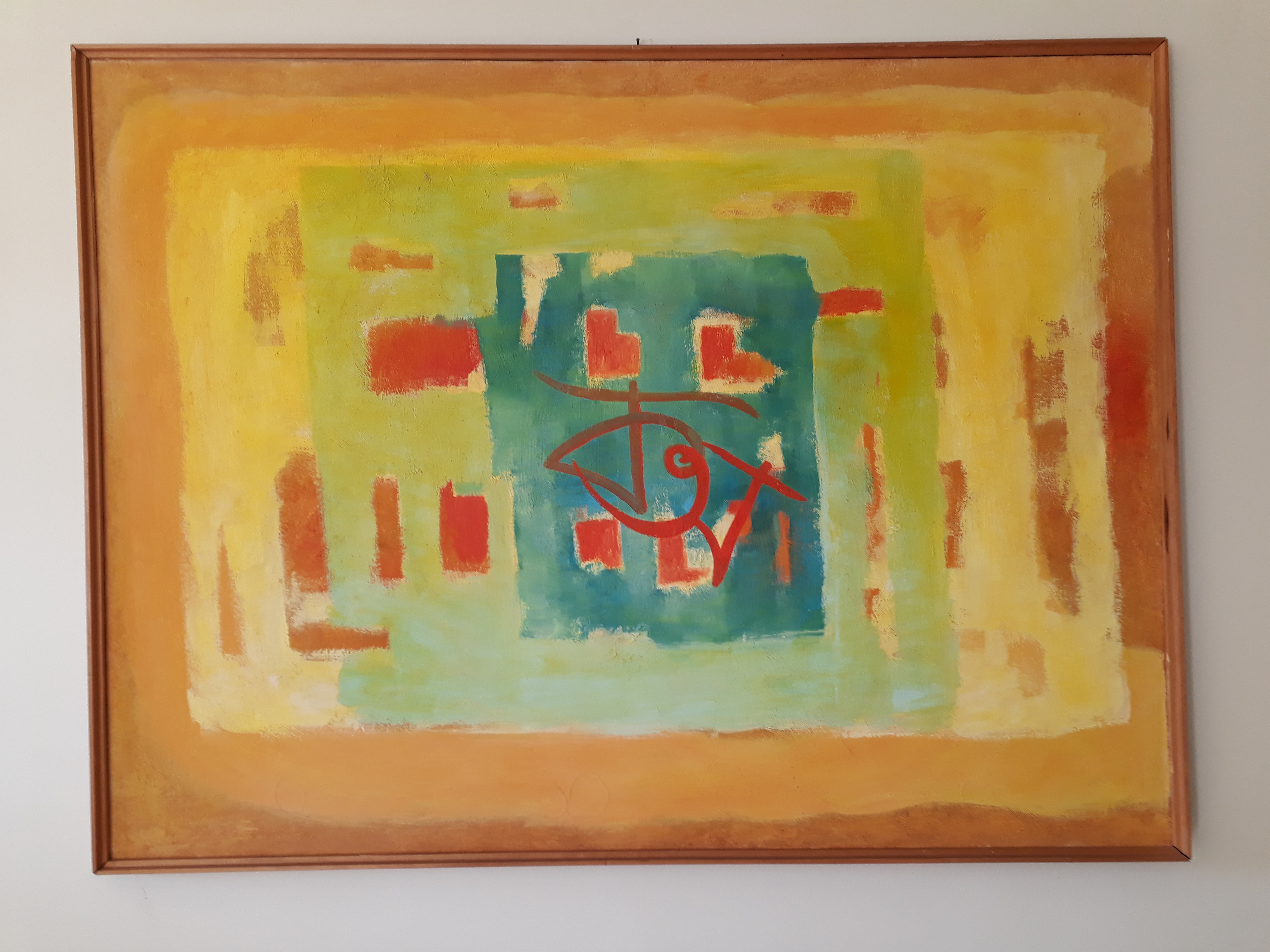
oil painting (c. 1980) by Hamidur Rahman

حمیدالرحمان (بنگالی: হামিদুর রহমান; ۱۹۲۸ – ۱۹ نوامبر ۱۹۸۸) هنرمند و پیکره‌ساز اهل بنگلادش است. بهترین و شناخته‌شده‌ترین اثر ساختهٔ او بنای یادمان شهید منار است که یادبودی ملی در داکا، بنگلادش است.